# Du Thứ
Du Thứ (chữ Hán giản thể: 榆次区, âm Hán Việt: Du Thứ khu) là một quận thuộc địa cấp thị Tấn Trung, tỉnh Sơn Tây, Cộng hòa Nhân dân Trung Hoa. Quận Du Thứ có dân số 530.000 người, diện tích 1328 km². Quận này được chia ra thành 4 hương và 9 nhai đạo. Dân số quận Du Thứ đại đa số là người Hán. Quận này có nhiệt độ trung bình năm là 9,8℃，giáng thủy 418－483mm, mỗi năm có 158 ngày nắng. 